# Andrej Mizoerov
Andrej Anatoljevitsj Mizourov (Kazachs: Андрей Анатольевич Мизуров) (Karaganda, 16 maart 1973) is een Kazachse wielrenner.

## Belangrijkste overwinningen
1995
 Aziatisch kampioen tijdrijden, Elite
1997
Eindklassement Ronde van Kroatië
Eindklassement Ronde van Azerbeidzjan
1999
 Aziatisch kampioen tijdrijden, Elite
2001
 Kazachs kampioen op de weg, Elite
2002
 Kazachs kampioen tijdrijden, Elite
2004
7e etappe Ronde van het Qinghaimeer
 Kazachs kampioen op de weg, Elite
2005
7e etappe deel A Vuelta a la Independencia Nacional
Eindklassement Vuelta a la Independencia Nacional
4e etappe Ronde van Japan
GP Jamp
1e etappe Ronde van China
Eindklassement Ronde van China
Eindklassement UCI Asia Tour
2006
2e etappe Ronde van Bretagne
2e etappe deel A, deel B en 9e etappe deel B Ronde van Guadeloupe
 Aziatisch kampioen tijdrijden, Elite
 Aziatische Spelen, Ploegentijdrit
2008
 Kazachs kampioen tijdrijden, Elite
2009
Proloog Ronde van het Qinghaimeer
Eindklassement Ronde van het Qinghaimeer
2e etappe Ronde van Oost-Java
Eindklassement Ronde van Oost-Java
 Kazachs kampioen tijdrijden, Elite
1e etappe Ronde van Indonesië (ploegentijdrit)
2010
 Aziatisch kampioen tijdrijden, Elite
3e etappe Ronde van Azerbeidzjan
 Kazachs kampioen tijdrijden, Elite
Eindklassement Ronde van Kumano
2011
 Kazachs kampioen op de weg, Elite
2013
 Kazachs kampioen tijdrijden, Elite

## Resultaten in voornaamste wedstrijden
| Jaar | Ronde van Italië | Ronde van Frankrijk | Ronde van Spanje |
| ---- | ---------------- | ------------------- | ---------------- |
| 2001 |                  |                     |                  |
| 2002 | 37e              |                     |                  |
| 2003 |                  |                     |                  |
| 2005 |                  |                     |                  |
| 2007 | 21e              |                     |                  |
| 2008 | 66e              |                     |                  |
| 2011 |                  |                     | 59e              |

| Jaar | Luik-Bast.‑Luik | Ronde van Lombardije |  | WK op de weg |
| ---- | --------------- | -------------------- |  | ------------ |
| 2001 | 105e            |                      |  | opgave       |
| 2002 |                 | 53e                  |  | 97e          |
| 2003 |                 |                      |  | 48e          |
| 2005 |                 |                      |  | 102e         |
| 2007 |                 |                      |  |              |
| 2008 |                 |                      |  |              |
| 2011 |                 | 55e                  |  |              |